# Dicorynia
Dicorynia és un gènere d'arbres de fulles compostes imparipinnades i de flors blanques aplegades en raïms. Existeixen vuit espècies pertanyents a la família Fabaceae.
Donen una fusta de color rogenc violaci particularment resistent als àcids i que, per això, és utilitzada en construccions navals i en la fabricació de bótes per a productes químics. És pròpia de les Guaianes i del nord del Brasil.

## Espècies seleccionades
- Dicorynia breviflora
- Dicorynia floribunda
- Dicorynia guianensis
- Dicorynia ingens
- Dicorynia macrophylla
- Dicorynia paraensis
- Dicorynia sprucea
- Dicorynia uaupensis